# 札幌鉄道少年団
札幌鉄道少年団（さっぽろてつどうしょうねんだん）は、「財団法人交通道徳協会」が運営する少年・少女育成団体、鉄道少年団の札幌支部にあたる。1964年に東京につぎ全国2番目に結成された。略称は「札幌鉄少」。事務局は、苗穂駅コンコース内にある。
2021年5月15日現在団員数はおよそ40人となっている（休団・体験入団を除く）。団員は、小・中学生が多いが高校生もいる。全国の鉄道少年団と比べると小学生の比率が多いのは珍しい。通常は週に一回である。

## 組織
団長団の総責任者・団の運営や事務処理、活動運営等を行う。
指導員団のOBで構成する。団長の補佐をして、活動の企画・運営の補佐、リーダーや団員に助言を行う。
アドバイザーリーダーへの助言と補助を行う。主に総括リーダの経験者や、高校3年生などがなる。
総括リーダー(1人)
すべてを総括するリーダー。
リーダー（4人）
総括リーダーの補佐を行い、活動の運営や団員に指示をする。活動の企画なども検討する。
サブリーダー（4人）グループリーダーと共に、当日の活動運営・補助を行う。
サポーター（4人）活動において、リーダーとサブリーダーの補助を行う。

## 活動内容
- 団体行動訓練
- 車内実践(普通・特急での車内でゴミ収集などを行う)
- 鉄道駅などの鉄道施設における清掃活動
- 観光名所及び鉄道またはそれに関連するものの見学
- 踏切マナー呼びかけ
- 鉄道施設の見学
- 苗穂工場公開の手伝い
- 友遊KiD'Sランド (札幌6少年団　団体交流会)への参加
- 公徳キャンプ全国大会
- 5団交流会(札幌・旭川・盛岡・秋田・青森の鉄道少年団)
- 夏季公徳キャンプ（ネイパル砂川）
- リーダー研修会(旭川札幌合同)（ふるる函館）
- リーダー研修会(札幌団)（函館）
- スキー
- nゲージ運転会
- プラレール運転会
- 入団式

## 1年間の主な行事
- 毎月 - 車内実践・団体行動訓練・駅周辺清掃等
- 4月 - 入団式(旭川鉄道少年団と合同で行われる。)
- 6月 - 5団交流会
- 8月 - 公徳キャンプ全国大会・札幌、旭川合同キャンプ
- 9月 - 友遊KiD'Sランド（２０１５年からは１０月）
- 10月 - 苗穂工場公開の手伝い
- 11月-赤い羽根共同募金
- 12月 - リーダー研修会in函館（札幌団のみ）・クリスマス会
- 1月 - スキー講習会
- 3月 - リーダー研修会in深川（旭川団と合同）・年度末反省会
- お楽しみ活動 - 施設見学・乗車体験・Nゲージ運転会等
  - 団体行動訓練は、車内実践や敬礼などの基本6動作の練習を行う。
  - 車内実践では、車内にて実践を行う。この少年団の中心となる活動の一つ。
  - 公徳キャンプ全国大会（詳細は鉄道少年団）
  - 公徳キャンプは、毎年旭川鉄道少年団と合同で行う活動。団体行動訓練やレクなどを行う。2014年からは砂川での開催となった。
  - 5団交流会は、札幌・旭川・盛岡・秋田・青森の団員の代表や指導員が集まり、各団を越えての交流をする。2005年から始まり、2014年は青森県、2015年は盛岡市で開催した。次年度は秋田県での開催を予定している。参加者は小6から中学生が多い。
  - 友遊KiD'Sランドは、札幌6団体（ボーイスカウト・ガールスカウト・スポーツ少年団・海洋少年団・子供会・鉄道少年団）が集まり参加者に各団体の紹介をする。各団体の交流の場であり、多くの団員が参加する。鉄道少年団は、模型運転を行っている。2014年まではつどーむで行っていたが、2015年から札幌駅前通地下歩行空間での開催となった。
  - 苗穂工場公開は、受付、はんこ押しを行う。
  - リーダー研修会と表記しているが、実際は団員全員が参加できる。
  - クリスマス会は、毎年野幌若葉自治会館でビンゴや食事リーダーによる寸劇を行う。
  - お楽しみ活動は、札幌市内の施設見学やNゲージ運転会等で、最近は小樽市総合博物館（旧小樽交通記念館）などを見学をした。

## その他
- 40周年の2004年はキハ183系のお座敷列車を貸し切り、札幌駅→追分駅→岩見沢駅→札幌駅の順に走った。
- 45周年の2009年は、三笠市の三笠鉄道記念館へ行って来た。
- 50周年の2014年は、50周年記念式典を行った。
- 旭川鉄道少年団との合同活動が多く、団員の交流が盛んである。

## 外部サイト
- 札幌市子ども未来局子ども育成部